# Episodi di Lilyhammer (prima stagione)
La prima stagione della serie televisiva Lilyhammer è stata trasmessa in prima visione in Norvegia da NRK1 dal 25 gennaio al 14 marzo 2012.
In Italia la stagione è andata in onda in prima visione sul canale satellitare Sky Atlantic dal 23 dicembre 2014 al 10 febbraio 2015.
| nº | Titolo originale     | Titolo italiano   | Prima TV Norvegia | Prima TV Italia  |
| -- | -------------------- | ----------------- | ----------------- | ---------------- |
| 1  | Reality Check        | Una nuova vita    | 25 gennaio 2012   | 23 dicembre 2014 |
| 2  | The Flamingo         | Flamingo          | 1º febbraio 2012  | 30 dicembre 2014 |
| 3  | Guantanamo Blues     | Guantanamo Blues  | 8 febbraio 2012   | 6 gennaio 2015   |
| 4  | The Midwife          | L'uomo di casa    | 15 febbraio 2012  | 13 gennaio 2015  |
| 5  | My Kind of Town      | L'opera d'arte    | 22 febbraio 2012  | 20 gennaio 2015  |
| 6  | Pack Your Lederhosen | Missione Norvegia | 29 febbraio 2012  | 27 gennaio 2015  |
| 7  | The Babysitter       | Il babysitter     | 7 marzo 2012      | 3 febbraio 2015  |
| 8  | Trolls               | Festa nazionale   | 14 marzo 2012     | 10 febbraio 2015 |

## Una nuova vita
- Titolo originale: Reality check
- Diretto da: Simen Alsvik
- Scritto da: Anne Bjørnstad, Eilif Skodvin e Steven Van Zandt

### Trama
New York: Frank Tagliano, detto "il faccendiere", è un potente sottocapo della mafia locale. Alla morte del boss Sally Delucci, suo caro amico, il potere passa nelle mani del fratello Aldo, con cui Frank non ha un buon rapporto. L'FBI pensa che la vita di Frank sia in pericolo. Anche Frank si convince di ciò, dopo essere scampato per poco ad un agguato in un locale. Così, decide di entrare nel programma protezione testimoni dell' FBI, consegnando alle autorità Aldo: in cambio ha la possibilità di scegliere una nuova destinazione, nella quale incominciare una nuova vita. Frank, a sorpresa, sceglie la cittadina norvegese di Lillehammer, luogo conosciuto per aver ospitato le olimpiadi invernali del 1994.
Gli agenti FBI gli forniscono una nuova identità: Frank si chiamerà Giovanni Henriksen, un cameriere figlio di un norvegese, senza precedenti penali.
Giunto a Lillehammer, Frank impatta con la realtà del piccolo comune norvegese, una cittadina estremamente tranquilla, ma dal clima molto rigido. Il gangster scopre di essere il vicino di casa del capo della polizia locale, Laila Hovland. Per prima cosa, Frank si reca nell'ufficio di collocamento della città, dove cerca di corrompere l'impiegato, Jan Johansen, per ottenere la licenza con la quale aprire un locale. Quest'ultimo, scandalizzato, minaccia di chiamare la polizia ed obbliga Frank a partecipare ad un corso per coloro che sono in cerca di occupazione, tenuto da Ian stesso. Durante il primo appuntamento, Frank ha l'occasione di conoscere altri abitanti del luogo: Torgeir Lien, disoccupato cronico, il fratello di questo, Roar, e la giovane Sigrid Haugli, per la quale Frank sembra sviluppare una certa attrazione.
La donna, che vive col figlio Jonas e col padre, è senza marito: il figlio alleva pecore assieme al nonno, ma tale attività è minacciata dalla presenza di un lupo, che molto spesso uccide il bestiame. Frank vuole eliminare il lupo, nonostante venga avvertito che tale attività sia illecita secondo la legge norvegese. Quindi, durante la notte, dopo aver recuperato una pistola che nascondeva in casa, si fa accompagnare nel bosco dai fratelli Lien, freddando la bestia senza problemi, per poi farsi aiutare ad occultarne il cadavere. La dimestichezza in tali attività fa sorgere qualche dubbio in Roar, ma Frank gli assicura di essere stato da sempre un cameriere. I tre passano la notte nello chalet di Jan Johansen, entrandovi abusivamente, e qui scoprono casualmente delle foto che ritraggono il funzionario pubblico in compagnia di numerose ragazze, tra cui minorenni.
Frank, allora, utilizza tali foto per ricattare Jan, il giorno seguente: ottiene la licenza per aprire un locale e la promessa che Sigrid, insegnante di norvegese in difficoltà a trovare lavoro, venga assunta dal comune per il corso che partirà di lì a poco in favore degli immigrati. Giovanni, o "Johnny", come si fa chiamare dai nuovi concittadini, si reca poi nel principale locale della città, che il proprietario, stufo della vita di Lillehammer, vuole vendere, rilevandolo senza alcuna difficoltà e proponendo a Torgeir di diventarne formale proprietario e suo socio in affari. Incredulo, il giovane accetta entusiasta. Tuttavia, le prime mosse di Frank hanno già insospettito lo sceriffo Hovland, che, al telefono, chiede informazioni su eventuali precedenti penali dell'ex mafioso.

## Flamingo
- Titolo originale: The Flamingo
- Diretto da: Simen Alsvik
- Scritto da: Anne Bjørnstad, Eilif Skodvin e Steven Van Zandt

### Trama
Roar, assieme all'amico Viggo, sta guidando il suo taxi, quando si accorge che un camion è uscito di strada, probabilmente a causa del ghiaccio. Avvicinandosi, i due si rendono conto che il tir trasporta una enorme quantità di liquore e, su idea di Roar, decidono di rubarne qualche cassa per rivenderla; fanno in tempo a scappare prima che giungano i proprietari della partita: una banda di motociclisti, noti criminali della zona. Questi se la prendono con l'autista del camion, rendendosi poi conto che parte delle casse è stata sottratta da qualcuno: ritrovando un piercing, caduto a Viggo nella concitazione del momento, i motociclisti hanno una pista da cui partire.
Roar e Viggo si presentano, in seguito, da Frank, cui vendono le casse rubate (omettendo quanto accaduto), ricavando 50.000 corone norvegesi. Frank, infatti, sta ultimando i preparativi per l'apertura del Flamingo, il locale che ha da poco acquistato e che ha deciso di trasformare in un night club. Lo stesso, ha cominciato a frequentare il corso per immigrati, tenuto da Sigrid, con la quale inizia in seguito una vera e propria relazione.
Lo sceriffo Hovland, intanto, comunica al collega Geir Tvedt, detto "Elvis" per il suo hobby di cantante, che lo porta di tanto in tanto ad esibirsi nei locali, i risultati della sua ricerca su Giovanni Henriksen, confidandogli che, nonostante la fedina dell'uomo sia effettivamente pulita, più di un aspetto della sua biografia non la convinca. Entrato in contatto con Frank, Geir sospetta che lo stesso sia in realtà arabo, convincendosi della sua tesi dopo aver trovato in internet la foto di un terrorista arabo, fuggito in Scandinavia, somigliante a Frank. Teoria che non convince affatto lo sceriffo.
Viggo, capitato per puro caso in un negozio di piercing gestito dalla banda di motociclisti, fornisce ai criminali le indicazioni per trovare il locale di Frank. I motociclisti, presentatisi al Flamingo, trovano solo Torgeir e, dopo averlo malmenato, gli sottraggono l'alcol oltre a parte del denaro presente nel club. Saputa la notizia, Frank, assieme a Torgeir, rapisce un componente della banda, facendosi condurre dal capo della stessa. Qui, Frank, propone un accordo allo stesso: sapendo che i motociclisti hanno problemi con la polizia locale per attività di riciclaggio di denaro, si offre di ospitare le band grazie a cui i criminali puliscono i loro soldi al Flamingo, corrispondendo ai motociclisti una somma fissa mensile pari a 100.000 corone, in cambio dell'alcol della banda, ottenendo una risposta positiva.
La serata di apertura del Flamingo si rivela un enorme successo per Frank e Torgeir, che a casa dell'ex mafioso, contano soddisfatti il guadagno ottenuto. Torgeir decide di brindare bevendo il liquore artigianale da lui regalato a Frank, che si trova nella cantina di questo; tuttavia, dimentica di chiudere bene il rubinetto del container, e le gocce cadute a terra scatenano una reazione, provocando un'esplosione del container stesso. I vigili del fuoco accorrono immediatamente sul posto, ma Frank li tranquillizza mandandoli via. Arriva anche lo sceriffo Hovland, decisa a perquisire la casa di Frank: tale desiderio viene frustrato da Frank stesso, che impedisce allo sceriffo di entrare in casa sua senza regolare mandato. Laila, sempre più insospettita dal comportamento dell'uomo, comincia a pensare che questo possa veramente essere un terrorista arabo, e chiede maggiori dettagli a Geir.

## Guantanamo Blues
- Titolo originale: Guantanamo Blues
- Diretto da: Geir Henning Hopland
- Scritto da: Anne Bjørnstad, Eilif Skodvin e Steven Van Zandt

### Trama
Frank e Torgeir si recano a casa di un agente immobiliare, che ha contratto un debito col Flamingo pari a 100.000 corone e, dopo averlo costretto a pagare, Frank nota che l'uomo è socio di un imponente progetto edilizio che verrà annunciato in pochi giorni, che riguarda la costruzione di un complesso residenziale di lusso nella vicina città di Sjusjøen, il "Sjusjøen Belleview", proponendo all'agente di estinguere il proprio debito garantendogli l'acquisto di un appartamento.
Frank si reca, dunque, alla presentazione del progetto, scoprendo che uno dei soci è l'avvocato Julius Backe (che è anche l'avvocato della banda di motociclisti); inoltre, un contadino appena trasferitosi da Oslo, fa notare ai presenti che, dovendo le tubature per acqua e gas passare necessariamente sotto i terreni di sua proprietà, ha intenzione di osteggiare i lavori, rifiutandosi di cedere la proprietà del suolo al gruppo immobiliare. Frank si offre di aiutare Backe a "convincere" il contadino, in cambio ottiene la garanzia di poter abitare gratuitamente l'attico più caro del complesso.
Intanto Frank, fermato ad un posto di blocco da Geir, è costretto ad iscriversi ad un corso di scuola guida, in quanto il vice sceriffo gli fa notare che la sua patente americana non sia valida per guidare automobili in Norvegia. Il poliziotto, ormai certo che Johnny sia in realtà un pericoloso terrorista arabo, teme che lo stesso stia organizzando un attentato in vista dell'imminente fiera di Bircker, durante la gara sciistica alla quale parteciperà anche il ministro della giustizia norvegese. Lamentandosi al telefono con l'agente Becker dell' FBI per il ritiro della patente, Frank scopre dallo stesso che Aldo Delucci ha a sorpresa trovato un alibi, nonostante la sua testimonianza, e sarà presto scarcerato.
Frank, dopo aver minacciato in più modi il contadino, scontrandosi inizialmente con gli ideali di questo, un anti-capitalista convinto, raggiunge il suo obiettivo, ottenendo la proprietà del suo terreno in cambio di una gentile offerta di denaro. Recatosi da Backe,  gli fa però presente di essere lui ora il nuovo proprietario del terreno, costringendolo a far sì che diventi anch'egli socio del progetto, in cambio dell'autorizzazione a procedere coi lavori. Offrendo poi il suo attico all' insegnante di guida, Frank ottiene il modo di conseguire una patente norvegese senza dover seguire le norme previste dalla legge.
L'ex mafioso, così, può recarsi alla fiera assieme a Sigrid per assistere alla gara sciistica. Tuttavia, Geir, vedendolo maneggiare una pistola (in realtà un'arma giocattolo appartenente al figlio di Sigrid, Jonas), avvisa lo sceriffo Hovland di fermare il ministro, che sta sopraggiungendo al traguardo col capo della polizia di Lillehammer. Geir si lancia su Frank, aggredendolo e disarmandolo, accorgendosi poco dopo dell'evidente errore commesso, comunicando il nulla di fatto allo sceriffo Havland, costretta a scusarsi con un infuriato ministro.
Frank viene curato da Sigrid a casa della donna. Qui, casualmente, scopre che la compagna ha comprato delle riviste per donne in gravidanza, capendo che la ragazza è incinta.

## L'uomo di casa
- Titolo originale: The midwife
- Diretto da: Geir Henning Hopland
- Scritto da: Anne Bjørnstad, Eilif Skodvin e Steven Van Zandt

### Trama
In seguito ai fatti della fiera di Bircker, Geir e Laila vengono sottoposti ad un'indagine disciplinare; lo sceriffo subisce una nota di demerito, mentre "Elvis" viene sospeso dal servizio per un periodo di 6 mesi.
Nel frattempo, Frank e Sigrid si recano in ospedale, dove l'uomo, con disappunto, scopre che l'ostetrica che seguirà la compagna fino al parto è un uomo; così, chiede alla direzione dell'ospedale che il parto sia prenotato in un'altra struttura, senza consultare Sigrid, che invece preferirebbe partorire nell'ospedale in cui si trovano, vicino alla loro casa. Il risultato è che l'operazione viene prenotata in una clinica di Gjøvik, comune molto lontano da Lillehammer. Frank tiene Sigrid all'oscuro di tutto e cerca di trovare una soluzione per farsi riassegnare all'ospedale di Lillehammer, consultando l'avvocato Backe che, però, dopo avergli promesso un aiuto, si rende irreperibile per problemi col figlio.
Geir, deluso per la punizione subita, e sempre convinto delle sue idee su Frank, si chiude in casa abbandonandosi all'alcol. Preoccupata, lo sceriffo Hovland decide di fargli visita, facendogli una sorpresa: un biglietto aereo Oslo-New York-Memphis, città nella quale Geir potrà visitare Graceland, la celebre dimora appartenuta al suo idolo Elvis Presley. Il vice sceriffo ringrazia commosso il proprio capo.
In ospedale, Frank conosce Per, un uomo che ha rinunciato alla propria vita lavorativa per accudire i numerosi figli a tempo pieno, mentre la moglie è una donna in carriera. Frank invita l'uomo a passare una serata con lui al Flamingo, per evadere dalla frustrante vita di tutti i giorni: giocando a poker i due si trovano contro in una mano molto ricca e Frank, approfittando del fatto che Per non ha soldi a sufficienza per vedere la sua puntata, mette in palio il posto della moglie di Per all'ospedale di Lillehammer. Per accetta e perde la mano; in tal modo, Frank riottiene per Sigrid il posto all'ospedale della città e, dopo una successiva visita, i due scoprono che la donna aspetta due gemelli.
In volo verso gli USA, Geir conosce un immigrato islamico col quale alza decisamente il gomito; per scherzare, il vice sceriffo risponde "sì" alla domanda se abbia fatto parte di organizzazioni terroristiche, inserita in una scheda fornitagli dall'equipaggio dell'aereo. In seguito, l'aereo effettua una deviazione, atterrando all'aeroporto di Newark-Liberty, dove la polizia americana prende in consegna un incredulo Geir.
Rilasciato poche ore dopo, una volta verificata la sua innocenza, due commissari di polizia chiedono come mai Geir viaggiasse con la foto di un uomo appartenente alla criminalità organizzata nella borsa. Geir, capendo che gli uomini si riferiscono a Frank, cerca di chiedere loro maggiori informazioni, qualificandosi come vice sceriffo, ma questi, compreso anche che Geir è stato sospeso dal servizio, lo liquidano senza proseguire col discorso, lasciandolo, tuttavia, pensieroso sul fatto che Johnny possa essere un mafioso.

## L'opera d'arte
- Titolo originale: My kind of town
- Diretto da: Lisa Marie Gamlem
- Scritto da: Anne Bjørnstad, Eilif Skodvin e Steven Van Zandt

### Trama
Frank e Torgeir vengono invitati ad una festa allo chalet di Thomas Aune (l'agente immobiliare ed ex socio di Frank nel progetto "Sjusjøen Belleview"). Qui, l'ex mafioso viene invitato da Tom ad investire nelle opere d'arte, in quanto, secondo l'agente, il mercato permette, nel corso degli anni, di far lievitare il loro prezzo consentendo di rivenderle ottenendo un buon guadagno. Stuzzicato, Frank si fa dare il contatto di un venditore di Oslo, tale Max Nordahl, affidando a Torgeir il compito di acquistare un'opera, investendo 300.000 corone. Quest'ultimo, però, si fa facilmente raggirare da Max che, in apparenza, gli vende un quadro alquanto bizzarro.
A New York, nel frattempo, Geir incontra il detective Anderson in una stazione di polizia della città, e gli mostra la foto di Frank, sperando di ottenere maggiori delucidazioni. Il detective afferma di non averlo mai visto ma, dopo aver congedato il vice sceriffo, contatta telefonicamente gli uomini di Aldo Delucci, Jerry Delucci e Robert Grasso, avvisandoli della presenza di un uomo che potrebbe avere informazioni su Frank.
L'avvocato Backe, ai ferri corti con i figli, finge di avere un cancro allo stato terminale, per tentare di ricostruire il rapporto con loro. Torgeir intanto viene costretto da Frank a riportare il quadro che ha comprato ad Oslo, per farsi restituire i soldi spesi. Entrato in una galleria d'arte, però, l'uomo scopre che, in realtà, il quadro vendutogli appartiene ad un autore molto noto. Il problema è che si tratta di un'opera rubata, perciò gli viene sequestrata dagli addetti della galleria.
Come se non bastasse, Frank scopre che Backe ha venduto le proprie quote di maggioranza del progetto "Sjusjøen Belleview" ad un nuovo socio, senza consultarlo: si tratta di Aune stesso, che ha intenzione di trasformare il complesso in un semplice residence pensato per le famiglie, avendo l'approvazione di molti soci di minoranza. Tagliano intuisce che Tom sta tentando di incastrarlo, venendo a conoscenza del fatto che Max, lavorando per lui, gli ha di proposito venduto un'opera rubata, per screditarlo e fargli così perdere le quote del progetto immobiliare. Inoltre, con la complicità del medico che segue Backe, Frank scopre la bugia di questo nei confronti dei familiari. Così, dopo essersi fatto restituire con la forza il quadro da Tom, Frank ricatta l'avvocato, promettendogli di non rivelare ai figli il suo segreto in cambio dei soldi da lui incassati per la vendita della quota ad Aune. L'avvocato accetta e così il dottore, d'accordo con Frank, finge di comunicare a Backe ed ai figli che il tumore è inaspettatamente in regressione, rafforzando così la ritrovata unione familiare dell'avvocato. Il medico, in cambio, ottiene da Frank il quadro in regalo.
Una volta identificato da Jerry e Robert, Geir viene preso in ostaggio dai due, ma si rifiuta di rivelare loro informazioni sul luogo in cui si trova Frank. Tentando di liberarsi, il vice sceriffo ingaggia una colluttazione con i mafiosi, ma viene ferito a morte da Jerry, che gli spara all'addome. Mentre il detective Anderson si occupa di archiviare bruscamente il caso, i due tornano da Aldo che, notando un'etichetta sul marsupio che gli scagnozzi hanno sottratto a Geir, intuisce che Frank si nasconde a Lillehammer.

## Missione Norvegia
- Titolo originale: Pack your Lederhosen
- Diretto da: Lisa Marie Gamlem
- Scritto da: Anne Bjørnstad, Eilif Skodvin e Steven Van Zandt

### Trama
Jerry e Robert, arrivati a Lillehammer, alloggiano in un hotel fuori città, con l'intenzione di trovare ed uccidere Frank. Questi, nel frattempo, ha deciso di trasferirsi in un lussuoso attico, proponendo a Sigrid e Jonas di andare a vivere con lui. Constatato che Arne, il buttafuori del Flamingo, vive ancora con la madre, Frank decide di cedergli la sua vecchia casa.
Parlando con Jan Johansen, che si trova nello stesso hotel per illustrare gli effetti benefici del corso per l'integrazione degli immigrati a Lillehammer, Jerry intuisce che Frank dirige un locale in città, il Flamingo. Roar, nel frattempo, viene fermato dalla polizia mentre trasporta un carico di alcolici contrabbandati per il locale di Frank: incalzato dalle domande dei detective, che gli garantiscono la segretezza della testimonianza, fa il nome dell'uomo.
Jerry e Robert, nel frattempo, individuato Frank, lo pedinano fino alla sua vecchia casa (Frank si doveva recare lì per aiutare Arne, rimasto chiuso fuori) ma, al momento di entrare in azione, i due si accorgono di essere seguiti dalla polizia e si dileguano senza dare nell'occhio. La polizia, però, non è lì per loro, bensì per arrestare Frank per traffico illecito di alcolici; lo stesso capisce di essere in una brutta posizione, in quanto le autorità hanno dalla loro un testimone. Tagliano e Backe, capendo che altri non può essere che Roar, consigliano a Torgeir di convincere il fratello a ritrattare, per evitare conseguenze pericolose. Il socio di Frank, mettendo alle strette il fratello, riesce nell'intento e Frank, caduta la testimonianza e quindi gran parte della forza dell'accusa, viene scarcerato.
La polizia di Lillehammer, nel frattempo, riceve la denuncia di un giovane benzinaio che dice di essere stato aggredito da due americani (Jerry e Robert); un agente, rintracciato l'albergo in cui si trovano i due, decide di far loro visita, ma i mafiosi fuggono prima che questo riesca a trovarli. I due, decisi a voler compiere la loro missione, si recano nuovamente alla vecchia casa di Frank, ignorando che egli si è da tempo trasferito: così, dopo aver fatto irruzione, si rendono conto che quella non è la casa di Frank e si imbattono in Arne che, in inferiorità numerica, ha la peggio e viene malmenato dai due, che poi scappano.

## Il babysitter
- Titolo originale: The babysitter
- Diretto da: Geir Henning Hopland
- Scritto da: Anne Bjørnstad, Eilif Skodvin e Steven Van Zandt

### Trama
Frank e Torgeir si recano in ospedale a visitare Arne; Frank intuisce dalle parole dell'uomo che i suoi aggressori sono gli scagnozzi di Aldo Delucci, così ordina a Torgeir di alzare i controlli al Flamingo e di servirsi della banda di bikers per cercare i due uomini in tutta la città e consegnarglieli vivi.
Sigrid, intanto, parte per l'annuale due giorni organizzata da Ian, la "Pesca multiculturale", lasciando Jonas alle cure di Frank; durante la sera, Jan, ubriaco, fa intendere alla donna che desidererebbe una come lei al suo fianco, e che Frank non è l'uomo che lei crede di conoscere. La ragazza, stupita, inizia a nutrire qualche dubbio nei confronti del compagno.
Lo sceriffo Hovland trova nella camera d'albergo di Jerry e Robert il marsupio rubato dai due a Geir e inizia a pensare che l'omicidio del vice sceriffo sia collegato con l'arrivo dei due americani a Lillehammer e riguardi in qualche modo anche Frank. La donna, recatasi al Flamingo, fa presenti le sue idee all'uomo, consigliandogli di chiamarla in caso di necessità.
Jerry e Robert, fuggiti dall'hotel, alloggiano in un campeggio nei pressi del vecchio parco olimpico; qui, i due si imbattono in una classe di maturande, venendo invitati ad una festa. Alla stessa, partecipa da improbabile imbucato anche Roar che, notata la presenza degli americani, avvisa immediatamente il fratello, che si presenta sul luogo assieme a Frank. I due scoprono, però, di essere stati di poco anticipati dallo sceriffo Hovland, che ha portato i mafiosi in centrale per interrogarli sul ritrovamento del marsupio di Geir: la donna, tuttavia, incontra l'opposizione del commissario di polizia di Lillehammer, il quale, non ravvisando alcun comportamento criminale nei due, impone a Laila di rilasciarli immediatamente.
Ormai certa che Jerry e Robert siano i responsabili della morte di Geir, Laila contatta informalmente Torgeir, sapendo della necessità di Frank di trovarli, e informandolo che i due stanno per essere rilasciati. Tuttavia, Torgeir non riesce ad avvisare in tempo Frank, venendo rallentato da Arne (che ha scoperto che Torgeir è andato a letto con sua madre); i mafiosi, allora, si appostano nei pressi del Flamingo, dove Frank sta festeggiando il 17 maggio (festa nazionale norvegese) con parenti e amici, pronti a sparargli. Robert, tuttavia, manca il bersaglio, ed i due sono nuovamente costretti alla fuga. Non prima di aver preso in ostaggio Jonas, uscito in strada per vedere da dove provenisse lo sparo.

## Festa nazionale
- Titolo originale: Trolls
- Diretto da: Geir Henning Hopland
- Scritto da: Anne Bjørnstad, Eilif Skodvin e Steven Van Zandt

### Trama
Frank, tranquillizzata Sigrid con una menzogna sugli ultimi avvenimenti, si lancia assieme a Torgeir alla ricerca di Jerry e Robert. Torgeir stesso, però, non capisce il motivo per il quale i due americani dovrebbero avercela così tanto con Frank: Tagliano, allora, finge di rivelargli un segreto, confidandogli di essere stato un agente della CIA, e che i due sono criminali che vogliono fargliela pagare, convincendo il socio. I due, grazie alla figlia di Backe, che aveva conosciuto Jerry e Robert alla festa dei maturandi, riescono a rintracciare la loro posizione.
Nel frattempo Sigrid, preoccupata per la sparizione del figlio e del compagno, si reca alla scuola di Jonas, per verificare che il figlio si trovi effettivamente lì con gli amici, come dettole da Frank. Non trovandolo, la donna, infuriata con Frank, si rivolge allo sceriffo Hovland.
Jerry contatta telefonicamente Frank, proponendogli di incontrarsi in uno spiazzo poco fuori città e di consegnarsi per salvare Jonas. Una volta giunti sul posto (che è anche una nota località in cui avvengono incontri tra omosessuali) tuttavia, i mafiosi si imbattono proprio in un gay, scambiandolo per il socio di Frank. Svelato l'equivoco, Jerry va su tutte le furie e malmena il pover'uomo, venendo placato da Robert; Jonas approfitta della situazione per scappare e rifugiarsi in un vicino parco divertimenti dove, poco dopo, giungono anche Frank e Torgeir. Il ragazzo viene tratto in salvo da Frank ed affidato a Torgeir.
Torgeir, riportando Jonas da Sigrid, trova la donna in compagnia dello sceriffo Hovland e inventa una scusa tutt'altro che convincente per giustificare la sparizione del ragazzo. Ciò fa insospettire Laila, che decide di andare alla ricerca di Frank.
Jerry e Robert, intanto, dopo essere tornati allo spiazzo, si accusano a vicenda per la fuga di Jonas, finendo col picchiarsi; Robert ha la peggio e resta esanime nel parcheggio. Sul luogo sopraggiunge anche Frank, che ingaggia una colluttazione col nipote di Aldo Delucci: "Johnny" sembra avere la meglio, ma Jerry riesce a recuperare la sua pistola, puntandola contro Frank. Quest'ultimo viene salvato a sorpresa dall'intervento di Robert, che spara a Jerry uccidendolo.
Riflettendo sulle possibili conseguenze di quanto appena avvenuto, Frank propone a Robert di prendergli l'anello e di consegnarlo ad Aldo, come prova del fatto che Robert ha portato a termine la sua missione; Robert dirà al boss che Jerry è morto nel tentativo di uccidere Frank. Grasso accetta, aiutando poi Frank a far sparire il cadavere di Jerry. Nel mentre, sul luogo arriva lo sceriffo Hovland: Frank la mette di fronte alla realtà dei fatti, dicendole che lui e Robert hanno fatto ciò che lei avrebbe voluto e dovuto fare, ovvero uccidere l'assassino di Geir. Laila, consapevole che non avrebbe mai potuto acciuffare il colpevole dell'omicidio (constatata la sistematica opposizione del capo della polizia alle sue indagini), decide di andarsene, sorvolando sul crimine commesso dai due.
Frank, risolta definitivamente la questione, va da Sigrid per spiegarle la situazione e scusarsi con lei. La donna, tuttavia, comprese le numerose bugie dell'uomo nei suoi confronti, decide di lasciarlo.